# Indibilis
Indibilis (258-205 av. J.-C.) est un roi des Ilergetes, un peuple préromain de la péninsule Ibérique. Il est le frère de Mandonius. Polybe mentionne ces deux frères comme étant les plus influents et puissants chefs ibériques de cette période,. Tite-Live l'appelle Indibilis, mais Polybe le dénomme Andobales. Ces deux auteurs reconnaissent toutefois que son frère se nomme Mandonius,.

## Biographie

Situation en Ibérie en 218 et en -217.

À l'arrivée des Romains en Ibérie, Indibilis se soulève contre eux lors de la bataille de Cissé en 218 av. J.-C. où Cnaeus Cornelius Scipio Calvus le vainc et l'expulse de ses territoires, en obligeant les Ilergetes à payer des impôts à Rome et à livrer des otages. Indibilis et le général carthaginois Hannon deviennent des prisonniers des Romains. En 217 av. J.-C., Indibilis regagne sa liberté et, avec son plus jeune frère Mandonius, ils décident de harceler les tribus ibériques voisines qui sont amicales ou alliées avec Rome. En réaction à ce harcèlement, Cnaeus Cornelius Scipio Calvus fait éliminer certains des membres de la tribu d'Indibilis, désarme les autres membres ou les fait prisonniers. Quand Hasdrubal Barca, qui se trouve au nord-ouest de l'Ibérie, en entend parler, il arrive chez les Ilergetes pour aider son allié au sud du fleuve Èbre. Le cours de la guerre prend alors une tournure inattendue en raison de l'aide reçue par Scipio Calvus de la part des Celtibères. En effet, les Celtibères sont incités à collaborer avec Scipio Calvus et envahir le territoire carthaginois en Ibérie. Avec les armées combinées romaines et celtibères, Scipio Calvus prend trois villes fortifiées et remporte deux batailles : une contre Hasdrubal et une autre contre Indibilis aidé par Mandonius. Scipio Calvus avec le soutien des Celtibères tue 15 000 ennemis et fait 4 000 prisonniers.
Indibilis et les membres restants de sa tribu se cachent jusqu'en 212 av. J.-C. C'est à cette date qu'il réunit avec son frère 7 500 Suesetani et qu'ils se rallient aux forces d'Hasdrubal. Publius Cornelius Scipio, père de Scipion l'Africain et frère plus jeune de Cnaeus Cornelius Scipio Calvus, décide d'attaquer les deux frères ibères qui se situent sur ses arrières car ils menacent sa ligne de retraite. Publius Cornelius Scipio ne voulant pas être pris au piège et encerclé par les Carthaginois, il décide de faire sortir son armée à minuit pour affronter l'armée d'Indibilis au lever du jour. Scipion est tué par une lance à la bataille de Castulo, la première bataille du Bétis. Cnaeus Cornelius Scipio Calvus, l'autre frère est tué à la bataille de Llorca, la deuxième bataille du Bétis, quelques jours plus tard.
Indibilis récupère ainsi son trône et l'autorité sur son peuple. Convaincu de la nécessité de maintenir l'indépendance de son peuple dans le conflit qui oppose Rome à Carthage, il se livre à un difficile jeu d'alliances militaires dont le but est la protection de son peuple et la soumission d'autres peuples voisins, moins combatifs. Conscients de l'importance du territoire contrôlé par les Ilergetes sur le fleuve Èbre, Carthage et Rome s'affrontent violemment pour le contrôle du territoire d'Indibilis.
Les chefs ibères sont généralement pro-carthaginois, puisque ces derniers les récompensent en leur rendant leurs territoires tribaux après la mort des deux Scipion en 211 av. J.-C., mais ils changent vite d'avis à cause de la conduite du général carthaginois Hasdrubal Gisco. En effet, il exige d'eux beaucoup d'argent pour son propre bénéfice. Hasdrubal Gisco exige également que la femme de Mandonius et que les filles d'Indibilis soient emmenées à Qart Hadasht pour assurer la fidélité des deux frères envers les Carthaginois. Ces otages font partie du butin que Scipion l'Africain capture à Qart Hadasht en 209 av. J.-C.. Scipion l'Africain les traite avec beaucoup de dignité et leur rend leurs places légitimes, ce qui impressionne les Ibères. Cette action améliore la réputation déjà excellente de Scipion l'Africain et de son caractère personnel,.
Les deux frères abandonnent le parti carthaginois et se rangent du côté des Romains. En 209 av. J.-C., Indibilis signe un pacte avec le général romain Scipion l'Africain (un des fils de Publius Cornelius Scipio), pour faire face à Hasdrubal Barca qui s'est allié aux Edetans. En échange, le chef des Ilergetes bénéficierait de la sécurité des frontières et du retour de tous les otages que Carthage a pris chez les Ilergetes et que les Romains ont libérés peu avant. Indibilis et les Romains collaborent dans une campagne contre Hasdrubal Gisco qui aboutit à une victoire lors de la bataille de Baecula en 208 av. J.-C..
En raison de la présence et la bonne réputation du général romain Scipion l'Africain, Indibilis et Mandonius utilisent leur influence sur les principaux territoires de l'Ibérie pour propager l'influence romaine. Toutefois, à la suite de la rumeur de la grave maladie de Scipion l'Africain et sa possible mort en 206 av. J.-C., ils entreprennent une nouvelle rébellion pour que les Romains quittent l'Ibérie,. Une grande alliance se forme alors avec d'autres peuples de la péninsule Ibérique contre Rome, et avec le soutien du général carthaginois Magon Barca. Cette alliance comprend la totalité des peuples de la vallée de l'Èbre depuis l'embouchure jusqu'au nord de l'actuelle province de Castellón. De plus, une mutinerie éclate au camp militaire romain situé sur le fleuve Sucro (actuellement appelé Júcar), car la rumeur de la mort probable du général rend les soldats inquiets de ne pas recevoir leur solde. Elle implique environ 8 000 soldats qui bénéficient du soutien d'Indibilis et de Mandonius. Scipion l'Africain, remis de sa maladie, écrase la mutinerie et fait décapiter les trente-cinq meneurs principaux de la révolte. Il marche ensuite à la rencontre des armées d'Indibilis et de Mandonius, et les écrase. Indibilis se rend à Scipion l'Africain en demandant sa miséricorde,.
Indibilis et Mandonius sont libérés et regagnent leur territoire dans des conditions favorables. Cette bienveillance particulière de la part de Scipion l'Africain n'a toutefois pas l'effet qu'il espérait. En effet, l'année suivante, le général romain quitte l'Ibérie, laissant son armée sous le commandement des généraux Lucius Lentulus et Lucius Manlius pour rentrer à Rome afin de préparer une attaque contre Carthage. Indibilis et Mandonius organisent alors une nouvelle alliance contre Rome et prennent la tête du dernier grand soulèvement, avec la majorité des peuples qui occupent le nord-est de la péninsule, avec 4 000 cavaliers et 30 000 fantassins. Ils comprennent vite leur erreur lors d'une bataille contre les Romains. Indibilis est tué dans cette bataille et Mandonius s'échappe avec les restes de l'armée. Il est peu de temps après abandonné par sa propre tribu et tué par les généraux romains.

## Discussion sur les noms d'Indibilis
Les sources qui nous permettent de connaître l'histoire d'Indibilis viennent des auteurs romains. Parmi ceux-ci, Tite-Live utilise le nom d'Indibilis, Polybe le nomme Andobales. Les autres auteurs romains utilisent le terme Indebilis. Les auteurs contemporains considèrent qu'Ando- et Indo-, et le suffixe -beles sont d'origine ibérique, bien qu'une minorité considère qu'il s'agirait d'une construction hybride entre l'ibère et d'autres langues indo-européennes. Une origine celte de son nom est possible ce qui donnerait Atabels ou Atabeles. Ce nom apparaît sur une monnaie d'Ampudia et quelques auteurs pensent qu'il s'agirait de la version indigène du nom Indibilis, nom sous lequel les Romains l'auraient connu et que cite Tite-Live.

## Annexe

#### Sources primaires
- Appien, Histoire romaine

- Dion Cassius, Histoire romaine

- Polybe, Histoires

- Tite-Live, Histoire romaine

#### Sources secondaires
- (en) Donato Acciaiuoli, Plutarch's Lives of the noble Grecians and Romans, 1896

- (en) Wilhelm Ihne, The history of Rome, Longmans, 1871

- (en) Sir Basil Henry Hart Liddell, A Greater than Napoleon: Scipio Africanus, Biblo & Tannen Publishers, 1971 (ISBN 0-8196-0269-8)

- (es) Antonio Alburquerque Pérez, Indortes e Istolacio, Orisón, Indíbil y Mandonio, 1988

- (en) Sir Walter Raleigh, The Works of Sir Walter Ralegh, 1829, Kt: The history of the world

- (en) William Smith, Dictionary of Greek and Roman Biography and Mythology, Boston, Mass, 1870

- (en) Henry Williams Smith, The Historians' History of the World, The Outlook company, 1904